# Cottbus Hauptbahnhof
Bahnhof Cottbus vasútállomás Németországban, Cottbus városban. A német vasútállomás-kategóriák közül a második csoportba tartozik.

## Vasútvonalak
Az állomást az alábbi vasútvonalak érintik:
- Berlin–Görlitz-vasútvonal
- Halle–Cottbus-vasútvonal
- Cottbus–Guben-vasútvonal
- Großenhain–Cottbus-vasútvonal
- Cottbus–Frankfurt (Oder)-vasútvonal
- Cottbus–Forst railway line

## Forgalom
A 2020/2021-es menetrendben az alábbi járatok érintették az állomást:
| Járat | Útvonal                                                                                         | Gyakoriság                                                             | Operátor              |
| ----- | ----------------------------------------------------------------------------------------------- | ---------------------------------------------------------------------- | --------------------- |
| IC 56 | Cottbus Hbf – Berlin – Magdeburg – Hannover – Bremen – Oldenburg – Emden (– Norddeich Mole)     | bizonyos vonatok                                                       | DB Fernverkehr        |
| RE 1  | Cottbus Hbf – Guben – Eisenhüttenstadt – Frankfurt – Berlin – Potsdam – Brandenburg – Magdeburg | bizonyos vonatok                                                       | DB Regio Nordost      |
| RE 2  | Cottbus Hbf – Lübben – Königs Wusterhausen – Berlin – Nauen – Wittenberge – Schwerin – Wismar   | 060 percenként(Cottbus–Wittenberge) 120 percenként(Wittenberge–Wismar) | Ostdeutsche Eisenbahn |
| RE 10 | Cottbus Hbf – Calau – Doberlug-Kirchhain – Falkenberg – Torgau – Eilenburg – Leipzig            | 120 percenként                                                         | DB Regio Nordost      |
| RE 18 | Cottbus Hbf – Neupetershain – Senftenberg – Ruhland – Priestewitz – Coswig – Dresden            | 120 percenként                                                         | DB Regio Nordost      |
| RB 11 | Cottbus Hbf – Peitz Ost – Guben – Wellmitz – Eisenhüttenstadt – Finkenheerd – Frankfurt         | 060 percenként                                                         | DB Regio Nordost      |
| RB 43 | Cottbus Hbf – Calau – Finsterwalde – Doberlug-Kirchhain – Falkenberg – Herzberg                 | 120 percenként                                                         | DB Regio Nordost      |
| RB 46 | Cottbus Hbf – Cottbus-Sandow – Klinge – Forst                                                   | 060 percenként                                                         | Ostdeutsche Eisenbahn |
| RB 49 | Cottbus Hbf – Neupetershain – Senftenberg – Ruhland – Elsterwerda-Biehla – Falkenberg           | 120 percenként                                                         | DB Regio Nordost      |
| RB 65 | Cottbus Hbf – Spremberg – Weißwasser – Horka – Görlitz – Hagenwerder – Zittau                   | 060 percenként                                                         | Ostdeutsche Eisenbahn |

## Kapcsolódó állomások
A vasútállomáshoz az alábbi állomások vannak a legközelebb:
- Kunersdorf station (Nauen railway station, RE 2)
- Kolkwitz station (Nauen railway station, Berlin–Görlitz-vasútvonal, RE 2)
- Cottbus-Sandow station (Cottbus–Guben-vasútvonal)
- Leuthen railway halt (Großenhain–Cottbus-vasútvonal)
- Calau (Niederlausitz) station (Eilenburg station, Halle–Cottbus-vasútvonal)
- Cottbus-Sandow station (2022. december 11. – , Bahnhof Frankfurt (Oder), RB 43)
- Kolkwitz Süd station (2022. december 11. – , Falkenberg (Elster), RB 43)
- Cottbus-Sandow station (2022. december 11. – , Bahnhof Frankfurt (Oder), RE 10)
- Calau (Niederlausitz) station (2022. december 11. – , Leipzig Hauptbahnhof, RE 10)
- Leuthen railway halt (2022. december 11. – , Falkenberg (Elster), RB 49 (Brandenburg))
- Drebkau station (Dresden Hauptbahnhof, RE 18)
- Cottbus-Sandow station (Forst (Lausitz) train station, RB 46)
- Neuhausen (b Cottbus) train station (Zittau railway station, RB 65)
- Guben (Magdeburg Hauptbahnhof, RE 1)